# Spilosoma likiangensis
Spilosoma likiangensis là một loài bướm đêm thuộc phân họ Arctiinae, họ Erebidae.